# マダガスカルの地質

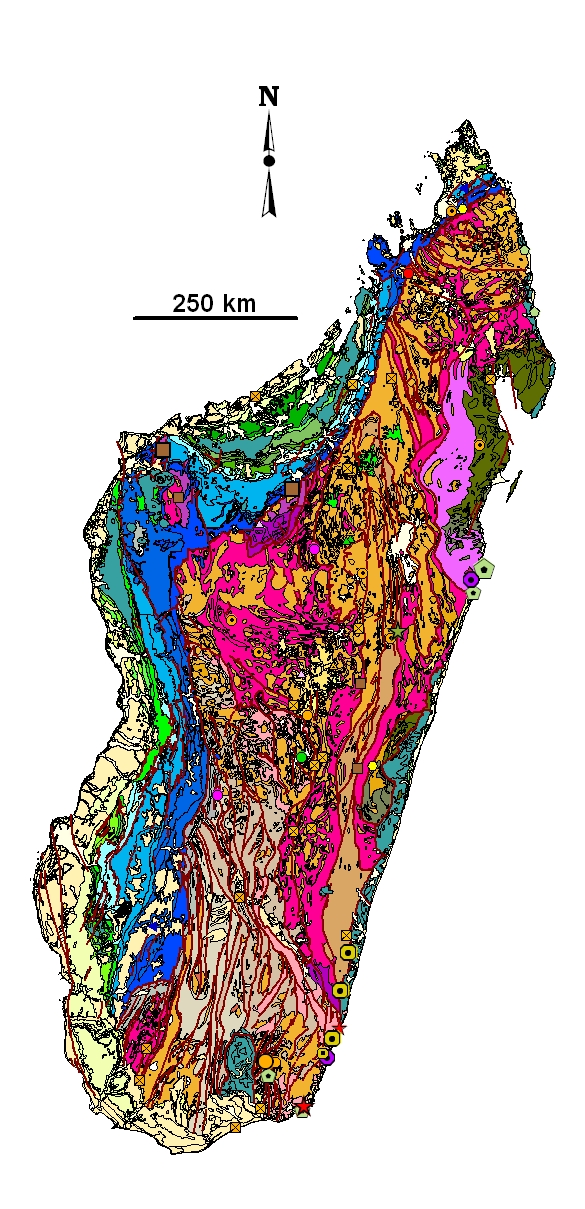

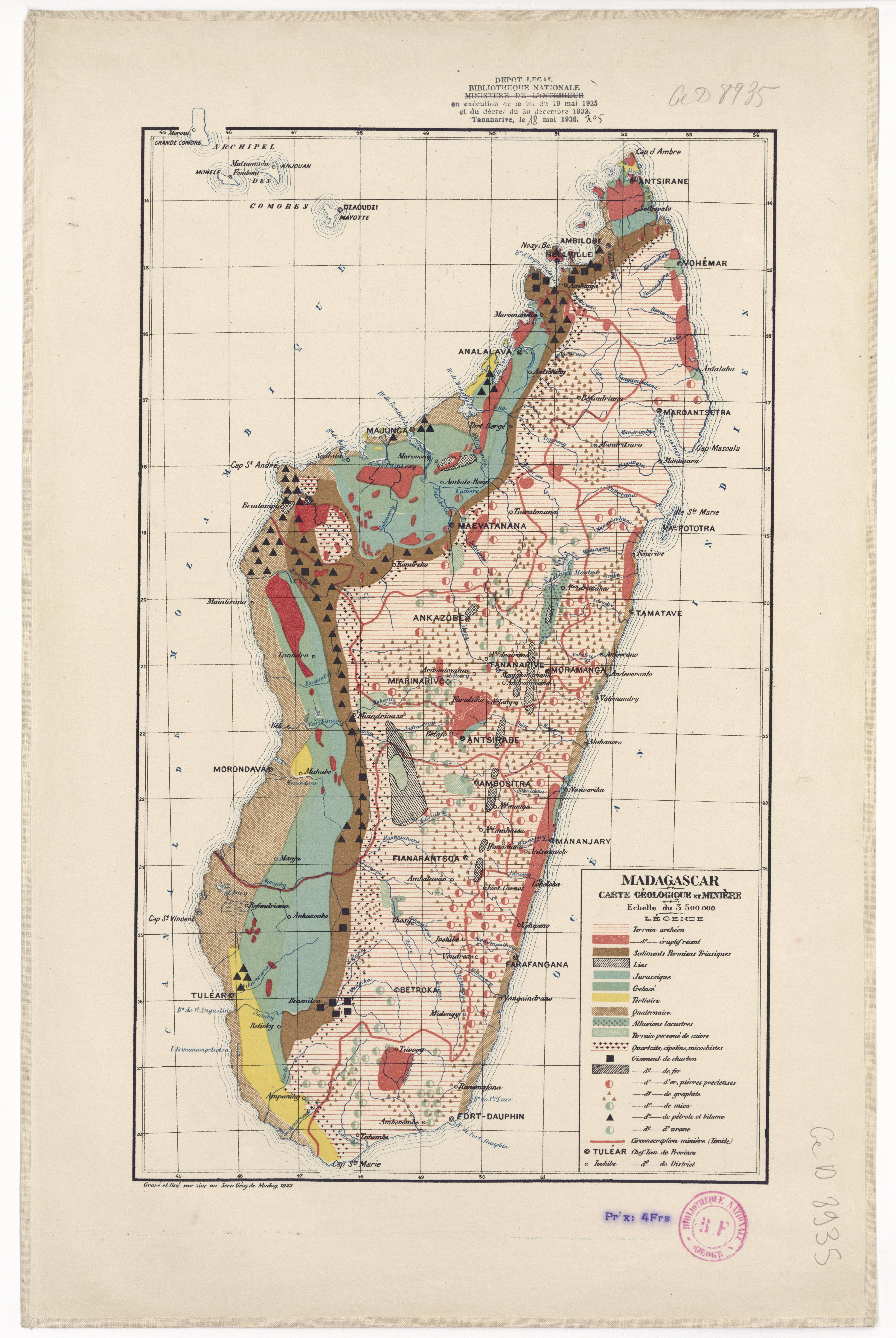

本項では、マダガスカルの地質について概説する。

## 概要
マダガスカルの地質は、さまざまな種類の先カンブリア時代の岩石を含む。マダガスカル島の東部から中央部にかけての大部分の岩盤は、当該先カンブリア時代の岩石により構成され、ところどころで中生代から新生代にかけての時代に形成された玄武岩や流紋岩による貫入を受けている。これに対して、島の西部は、石炭紀から第四紀にかけて形成された堆積岩により構成されている。太古代の岩石は島の北東部から、その南のラヌツァラ剪断域（the Ranotsara shear zone）にかけて見出される。島の北部には太古代もしくは古原生代に形成された緑色岩帯がある。

## 構造
マダガスカル島の地質構造は、おおむね北西から南東にかけて左巻きに走るせん断帯により、南北に分かれる。アンパニヒ塑性剪断帯（Ampanihy ductile shear zone）は、白粒岩の変成作用、等傾斜褶曲、平らな外殻部、垂直片理、山塊型斜長岩の鞘状配置を伴い剪断帯が平地化した結果形成された。

## 経済的側面
マダガスカルは、サファイア、ルビー、多色トルマリン、エメラルド、アメジスト、コーディエライト、アクアマリン、ガーネットといった色のついた宝石を産出し、世界の主要宝石産出国の一つである。グラファイトの主要産出国でもあり、産出量はアフリカで2番目である。さらにクロマイトの産出量はアフリカで3番目である。トラナル近くの海岸の砂に膨大な量の酸化チタンが見つかっているが、採掘のためには当該地域の沿岸森林の75％を伐採されることになるため、実行されていない。
マダガスカル西部には、大量の石油が埋蔵しているが、抽出のためには水蒸気圧入が必要とみられる。技術的に困難が伴い費用もかかる。ツィミルルとベムランガの2つのオンショア油田の埋蔵量は、あわせて115億バレルと推定されている。